# Канал Михач
Канал Михач, Канал Жмурнянський — річка в Україні й Білорусі, у Овруцькому й Лельчицькому районах Житомирської й Гомельської областей. Ліва притока Жмурні (басейн Прип'яті).

## Опис
Довжина річки 17 км. Площа басейну 48 км².

## Розташування
Бере початок у Возничах. Тече переважно на північ через Михач Лельчицького району і впадає у річку Жмурню, праву притоку Уборті.